# Vehicle de llançament Mercury-Redstone

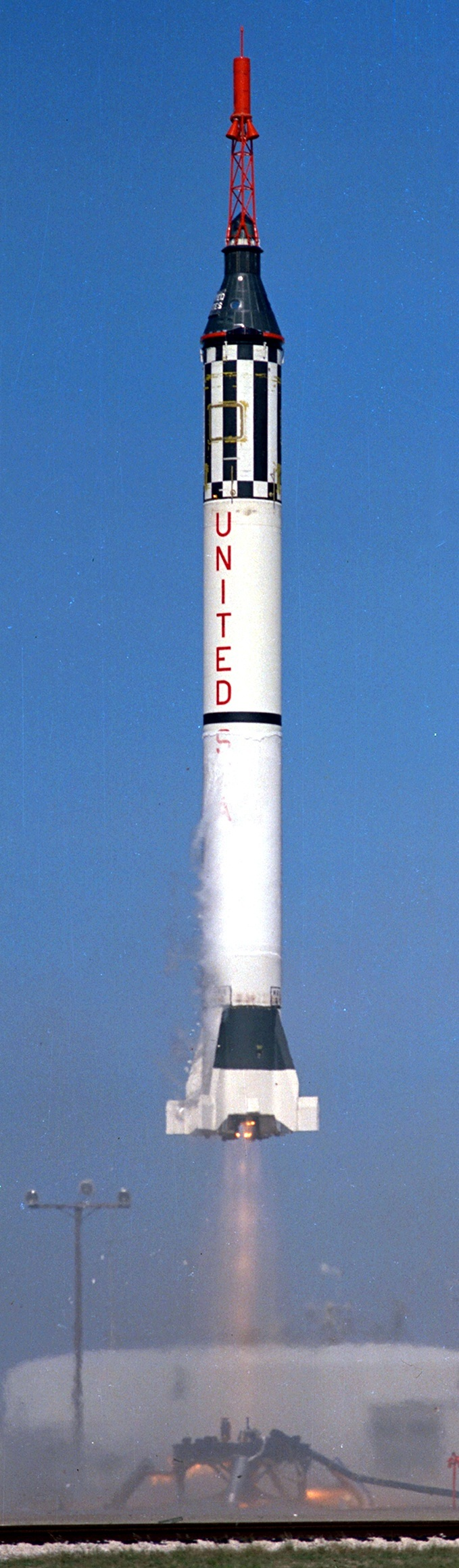
Llançament del vol Mercury-Redstone 2, portant el ximpanzé Ham.

El vehicle de llançament Mercury-Redstone fou el primer vehicle de llançament tripulat desenvolupat pels Estats Units. Fou utilitzat per llançar els vols suborbitals del Programa Mercury, incloent-hi el Mercury-Redstone 3, el primer vol espacial tripulat dels Estats Units. El Mercury-Redstone derivava del míssil balístic Redstone i el primer tram del coet Jupiter-C, però per tal que pogués dur un astronauta, se'n modificà significativament el disseny per millorar-ne la seguretat i fiabilitat. Tenia un únic motor A-7.